# Ponte Richmond–San Rafael
A Ponte Richmond–San Rafael (em inglês:Richmond–San Rafael Bridge) ou simplesmente Ponte de Richmond é uma ponte californiana que cruza a porção norte da Baía de São Francisco, conectando as localidades de Richmond (Condado de Contra Costa) e São Rafael (Condado de Marin).

## Descrição
Ao abrir em 1956 com 8.851 m de comprimento, era a segunda ponte sobre a água mais longa do mundo, só atrás da Ponte da Baía de San Francisco–Oakland, e a ponte de aço ininterrupta mais longa do mundo.